# Almeirim, Pará
Almeirim là một đô thị thuộc bang Pará, Brasil. Đô thị này có diện tích 72960,27 km², dân số năm 2007 là 30903 người, mật độ 0,5 người/km².